# 骨坛卷管螺
骨坛卷管螺（学名：Austrotoma urania），是新腹足目卷管螺科Austrotoma属的一种。主要分布于台湾，常栖息在泥沙质海底。